# 西区 (広島市)
西区（にしく）は、広島市を構成する8つの行政区の一つ。

## 概要
旧広島市の一部で、1929年から1956年までに広島市に編入合併された安佐郡三篠町および佐伯郡己斐町・草津町・古田村・井口村の旧町村域が大部分を占めており、（1972年以降広島市に編入された「新市内」と区別される）「旧市内」の西半部を構成する地域である。
比較的古くから宅地化が進んでいるが、現在でも住宅地の間に寺社が点在している状況である。また、三滝山（宗箇山）などは自然散策コースとしてよく訪れられている。

## 地理

### 地形

#### 山地
主な山
- 宗箇山 (356m)
- 鈴ヶ峰 (312m)
- 大茶臼山 (413m)

#### 河川
主な川
- 太田川放水路
- 八幡川（二級河川、佐伯区との境）
- 天満川（太田川水系、中区との境）

### 地域

#### 町名
| 横川（山陽本線横川駅）・中広・三篠・三滝地域 - 打越町（うちこしちょう） - 大芝（おおしば） - 大宮（おおみや） - 楠木町（くすのきちょう） - 新庄町（しんじょうちょう） - 中広町（なかひろまち） - 三篠北町（みささきたまち） - 三篠町（みささまち） - 三滝本町（みたきほんまち） - 三滝町（みたきまち） - 三滝山（みたきやま） - 山手町（やまてちょう） - 横川町（よこがわちょう） - 横川新町（よこがわしんまち） - 竜王町（りゅうおうちょう） 福島町（西区役所付近）・天満・観音地域 - 小河内町（おがわちまち） - 上天満町（かみてんまちょう） - 以下の町名は「観音」（かんおん）を参照 - 西観音町（にしかんおんまち） - 東観音町（ひがしかんおんまち） - 観音町（かんおんまち） - 南観音（みなみかんおん） - 南観音町（みなみかんおんまち） - 観音本町（かんおんほんまち） - 観音新町（かんおんしんまち） - 天満町（てんまちょう） - 福島町（ふくしまちょう） - 都町（みやこまち） 西部開発地区（沿岸部商工業地区） - 以下の町名は「井口」（いのくち）を参照 - 井口明神（いのくちみょうじん） - 扇（おうぎ） - 商工センター（しょうこうせんたー） | 己斐（山陽本線西広島駅）・古江地域 - 己斐本町（こいほんまち） - 己斐中（こいなか） - 己斐西町（こいにしまち） - 己斐本町（こいほんまち） - 己斐東（こいひがし） - 古江上（ふるえうえ） - 古江新町（ふるえしんまち） - 古江西町（ふるえにしまち） - 古江東町（ふるえひがしまち） 庚午・草津・井口（国道2号（宮島街道））沿線地域 - 以下の町名は庚午（こうご）を参照 - 庚午中（こうごなか） - 庚午南（こうごみなみ） - 庚午北（こうごきた） - 以下の町名は草津（くさつ）を参照 - 草津梅が台（くさつうめがだい） - 草津新町（くさつしんまち） - 草津浜町（くさつはままち） - 草津本町（くさつほんまち） - 草津東（くさつひがし） - 草津南（くさつみなみ） - 草津港（くさつこう） - 以下の町名は井口（いのくち）を参照 - 井口町（いのくちちょう） 丘陵住宅地域（西広島バイパス沿い） - 井口鈴が台（いのくちすずがだい） - 井口台（いのくちだい） - 己斐上（こいうえ） - 己斐大迫（こいおおさこ） - 鈴が峰町（すずがみねちょう） - 田方（たかた） - 高須（たかす） - 高須台（たかすだい） - 古田台（ふるただい） - 山田新町（やまだしんまち） - 山田町（やまだちょう） |

### 人口

#### 人口の変遷
- 1980年 155,352
- 1985年 169,190
- 1990年 178,484
- 1995年 178,838
- 2000年 179,519
- 2005年 184,795
- 2010年 186,985
- 2015年 190,929

### 隣接行政区
- 中区
- 東区
- 安佐南区
- 佐伯区

## 歴史

### 沿革
昭和
- 1980年 広島市が政令指定都市に移行し西区として発足。

## 政治

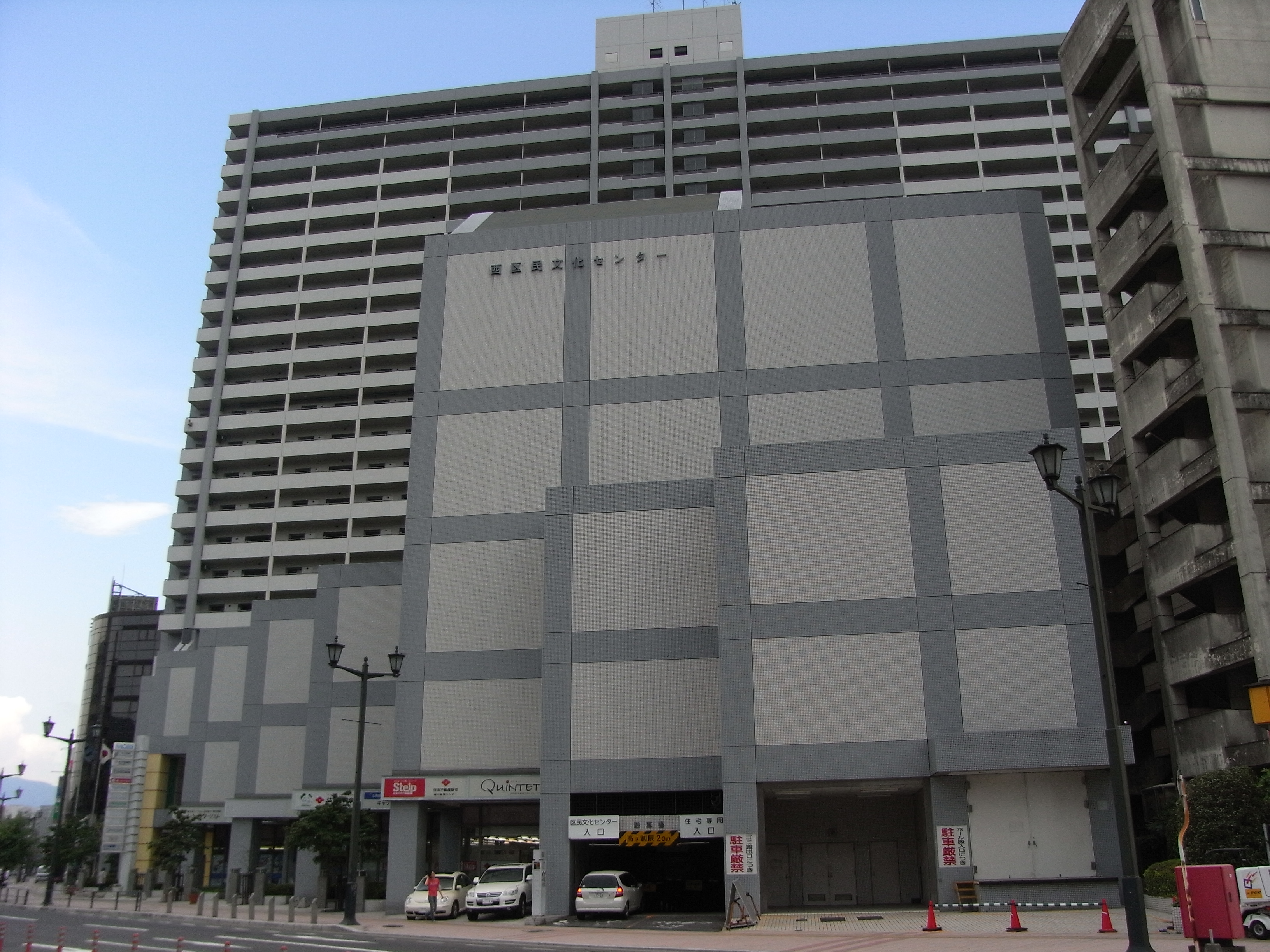
スカイプラザ横川

### 行政

#### 役所
- 広島市西区役所
  - 井口連絡所
- 西区民文化センター（スカイプラザ横川）

## 国家機関

### 国土交通省
- 中国運輸局 広島運輸支局

### 財務省
国税庁
- 広島国税局 広島西税務署

## 施設

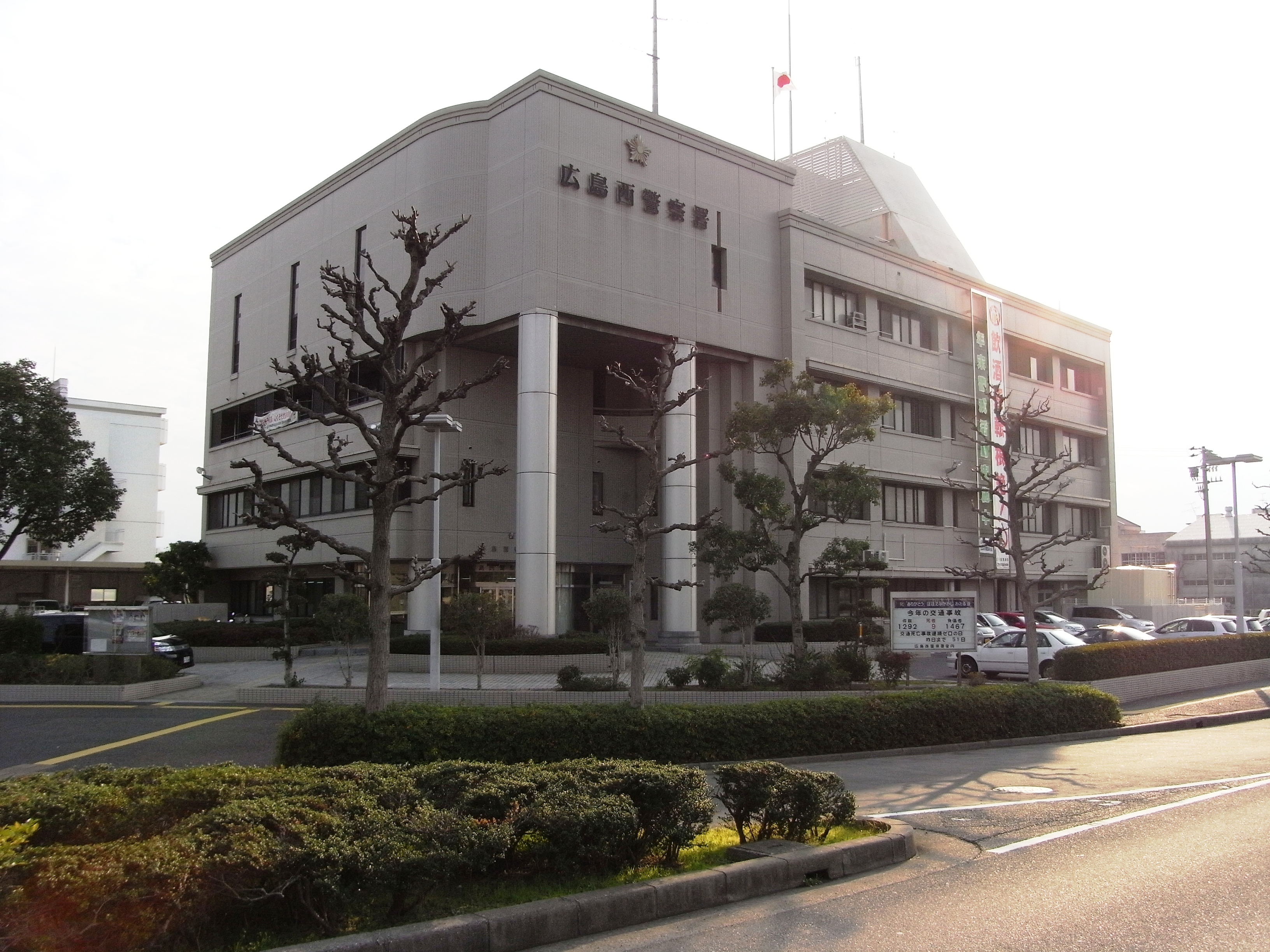
広島西警察署

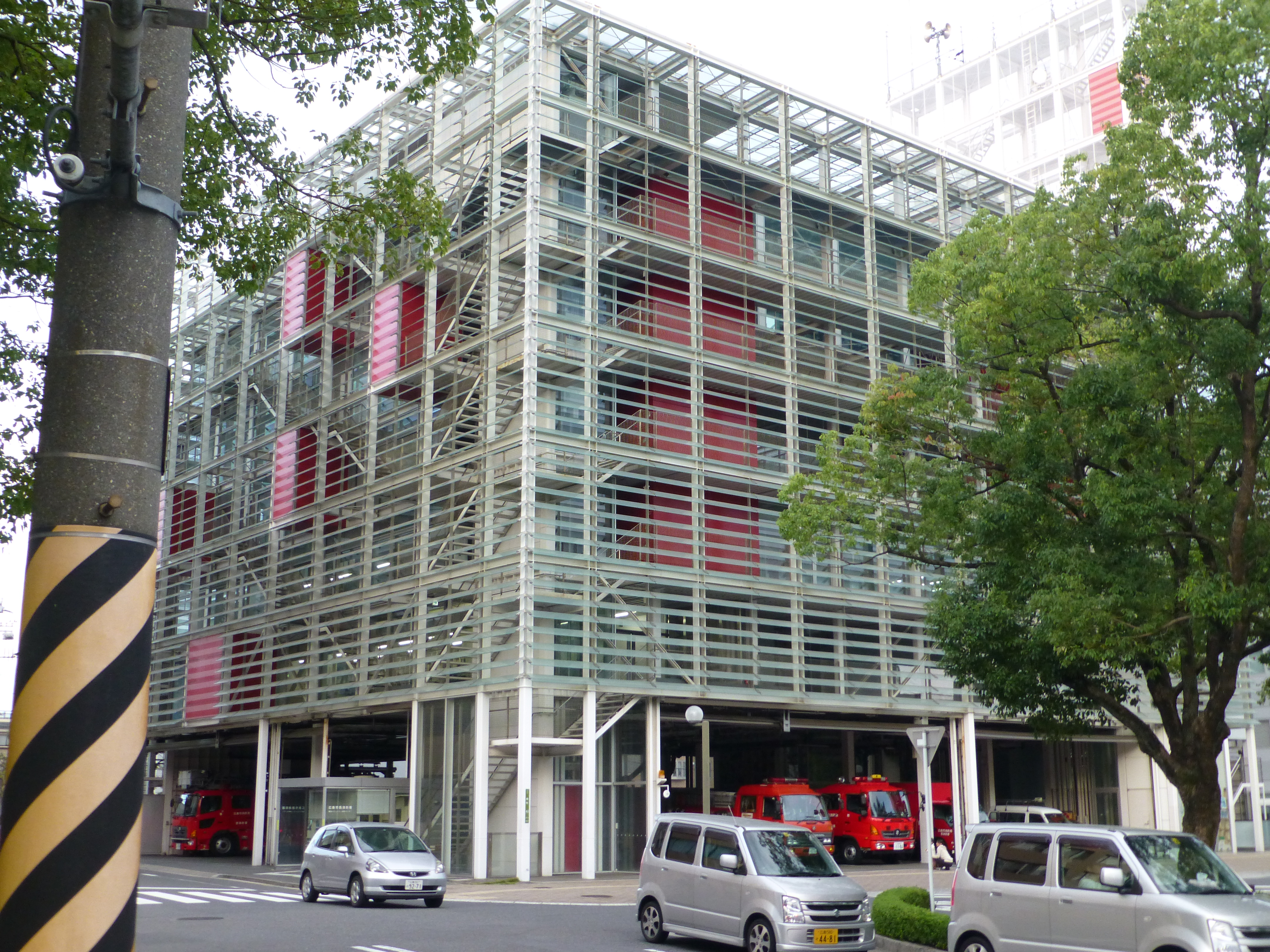
広島西消防署

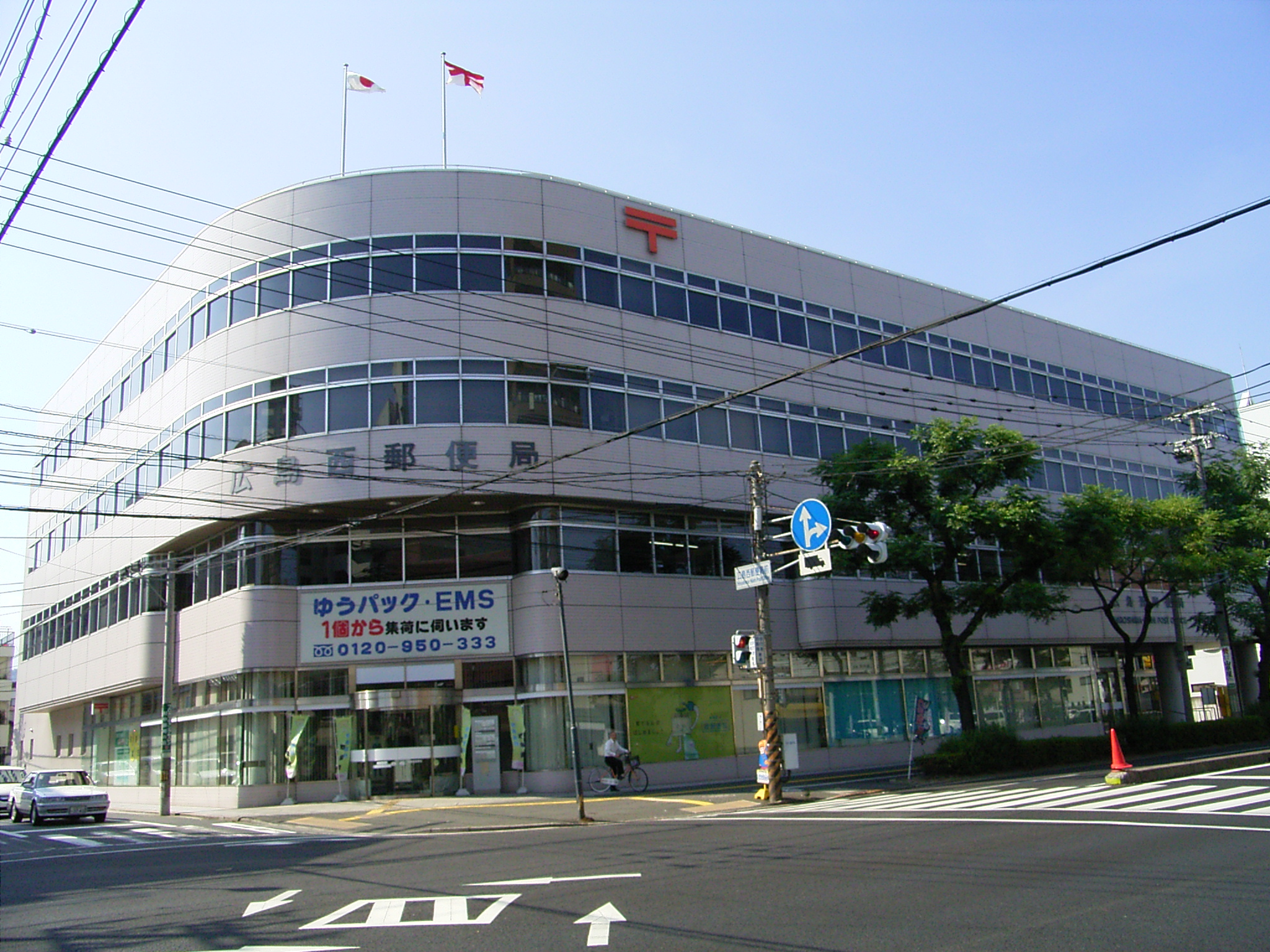
広島西郵便局

### 警察
本部
- 広島県警察

警察署
広島西警察署

### 消防
本部
- 広島市消防局
  - 広島市消防航空隊基地

消防署
- 広島西消防署

### 医療
主な病院
- 長崎病院
- 福島生協病院

医療生協
- 広島中央保健生活協同組合
- 香月産婦人科

### 郵便局
郵便番号
以下の通りとなっている。
- 広島西郵便局：733-00xx、733-08xx、733-85xx、733-86xx、733-87xx

### 図書館
- 広島市立図書館
  - 広島市立西区図書館

### 文化施設
展示施設
- 広島市中小企業会館
- 泉美術館

生涯学習施設
- 広島市三滝少年自然の家
- 広島市グリーンスポーツセンター

多目的ホール（1000人以上）
- 広島サンプラザ（固定席:3,040席、可動席:3,000席）

### 運動施設
- コカ・コーラウエスト広島総合グランド（広島県総合グランド）
  - コカ・コーラウエスト広島スタジアム
  - コカ・コーラウエストラグビー場
  - コカ・コーラウエスト野球場
  - 補助競技場
  - 運動場
- 広島サンプラザ
- 広島市西区スポーツセンター
- 広島観音マリーナ - フットサルコート「サンフレッチェMFP（ミズノフットサルプラザ）広島」

### 公園
主要な公園
- 大芝公園交通ランド
- 草津公園
- 竜王公園

## 経済

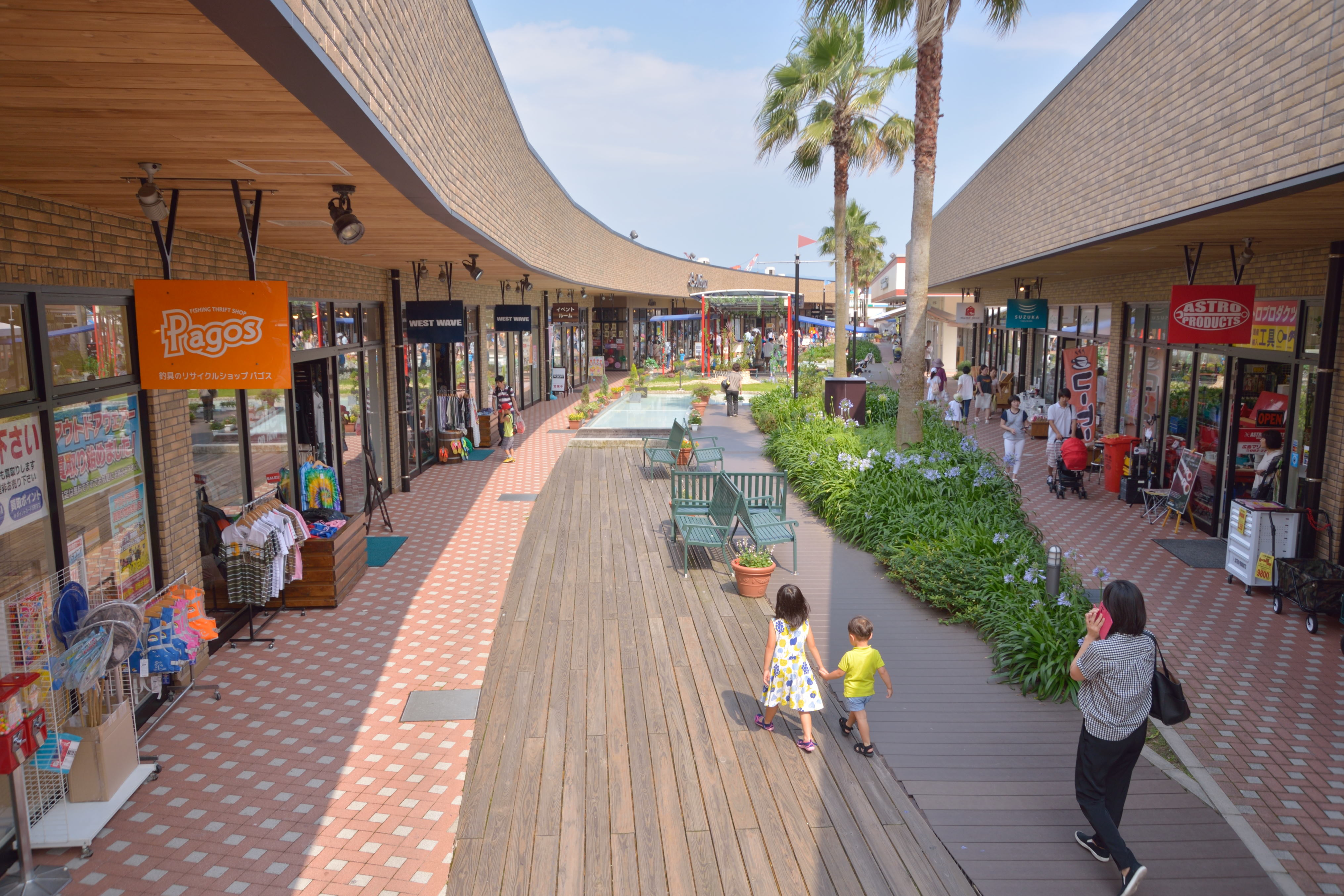
マリーナホップ

### 第一次産業

#### 農業
- 農業（観音ネギ等）
- 造園業（庭木の栽培・販売）

#### 水産業
- 水産業（水揚げ港である草津漁港ではかきの養殖も盛んである）
- 養鯉業

### 第二次産業

#### 工業
- 食品工業（お好みソース）
- 広島針（国内最大、世界でも有数の産地）

### 第三次産業

#### 卸売業
卸売市場
- 広島中央卸売市場

#### 商業
主な繁華街
- 商工センター
- 横川駅周辺
- 西広島駅周辺

商業地域
- 広島市西部物流センター（通称商工センター）

商業施設
以下に記載する商業施設は大規模で広域集客力のあるものに限定し、店舗の大まかな説明も記載している。百貨店はサテライト店舗でないもの、ショッピングセンターは原則10,000m2以上（参照）としている。ただし、施設が集積しているなどしている場合は、例外的に掲載している場合もある。
- アルパーク - 商工センター付近にある複合商業施設（ショッピングセンターおよびデパート）。東棟・西棟（現在改装中）・北棟の3棟からなり（南棟は駐車場）、売り場面積は中国地方最大級である。広島市西部から山口県東部を商圏とし、2009年5月の中国新聞の調査によると、山口県岩国市および柳井市における市民が最もよく利用する商業施設として、両市内の百貨店・スーパーを差し置いて第1位となっている。[要出典]かつては西棟に、岡山の地場百貨店である天満屋も入居していた。
- マリーナホップ - 観音新町の広島観音マリーナ内にあるアウトレットモール。
- LECT - 扇2丁目の海と島の博覧会メイン会場跡地に開業した複合商業施設。運営主体はイズミ。

### 西区に本社を置く企業
- モルテン（競技用ボール、ゴム製品・本社＝横川町、工場＝楠木町）
- 西川ゴム工業（ゴム製造・三篠町）
- 萬国製針（縫い針国内シェア1位・楠木町）
- フタバ図書（売上高全国5位の書店・観音本町）
- オタフクソース（ソース製造大手・商工センター）
- フレスタ（地場スーパー大手・横川町）
- スパーク（現場スーパー中堅・商工センター）
- Aコープ西日本（農業協同組合系スーパー・草津港）
- 中村角（食品卸売・草津港）
- ミカサ（競技用ボール・楠木町）
- あじかん（食品・商工センター）
- 新庄みそ（味噌・三篠町）
- 田中食品（ふりかけ・東観音町）
- 福留ハム（ハム、ソーセージ・草津港）
- 丸徳海苔（海苔・商工センター）
- 第一学習社（教科書出版・横川新町）
- 大崎水産（カニカマ・草津港）
- コンセック（建設用工具・商工センター）

### 西区に拠点を持つ企業
- 三菱重工業広島製作所（観音新町）
- 藤い屋広島工場（もみじ饅頭製造大手・中広町）
- フマキラー広島支社（中広町）※前身である大下回春堂の創業地である

## 生活基盤

### ライフライン

#### 電力
- 中国電力

#### 上下水道
- 広島市水道局
  - 己斐配水池

#### 電信
- NTT西日本広島支社

市外局番
- 市外局番は区内全域082になる。

## 教育

### 専修学校
| - 朝日医療専門学校 広島校 - 広島工業大学専門学校 - 広島コンピュータ専門学校（学校法人上野学園系列） - 広島公務員専門学校（学校法人上野学園系列） | - 広島情報ビジネス専門学校（学校法人上野学園系列） - 広島酔心調理製菓専門学校 - 広島和裁女子専門学校 |

### 高等学校
県立
- 広島県立広島観音高等学校
- 広島県立広島井口高等学校

私立
| - 広島工業大学高等学校 - 広島修道大学ひろしま協創高等学校 ※中高併設 - ノートルダム清心高等学校 ※中高併設 | - 広島学院高等学校 ※中高併設 - 崇徳高等学校 ※中高併設 - 山陽高等学校 |

### 中学校
公立
| - 広島市立中広中学校 - 広島市立観音中学校 - 広島市立己斐中学校 - 広島市立庚午中学校 | - 広島市立井口中学校 - 広島市立古田中学校 - 広島市立己斐上中学校 - 広島市立井口台中学校 |

私立
- 広島修道大学ひろしま協創中学校 ※中高併設
- ノートルダム清心中学校 ※中高併設
- 崇徳中学校 ※中高併設
- 広島学院中学校 ※中高併設

### 小学校
公立
| - 広島市立大芝小学校 - 広島市立三篠小学校 - 広島市立天満小学校 - 広島市立観音小学校 - 広島市立南観音小学校 - 広島市立己斐小学校 - 広島市立己斐東小学校 - 広島市立山田小学校 - 広島市立古田小学校 | - 広島市立庚午小学校 - 広島市立草津小学校 - 広島市立鈴が峰小学校 - 広島市立井口小学校 - 広島市立井口明神小学校 - 広島市立己斐上小学校 - 広島市立井口台小学校 - 広島市立高須小学校 - 広島市立古田台小学校 |

### 幼稚園
私立
| - 広島暁の星幼稚園（観音町） - やわらぎ幼稚園（南観音） - 清風幼稚園（南観音） - 三篠幼稚園（三篠町） - 小百合幼稚園（楠木町） - 永照幼稚園（大芝） - 山田幼稚園（山田新町） - 己斐みどり幼稚園（己斐中） - 見真幼稚園（己斐東） | - のぞみ幼稚園（己斐上） - めぐみ幼稚園（庚午中） - 井口ルンビニー幼稚園（鈴が峰町） - 井口台シオン幼稚園（井口台） - 聖モニカ幼稚園（井口鈴が台） - 至徳ルンビニー幼稚園（草津東） - ちどり幼稚園（古江西町） - 古田幼稚園（古江東町） |

### 保育園
公立
| - 広島市立三篠保育園（楠木町） - 広島市立横川保育園（横川新町） - 広島市立小河内保育園（小河内町） - 広島市立ふくしま保育園（福島町） - 広島市立ふくしま第二保育園（福島町） - 広島市立己斐保育園（己斐中） | - 広島市立古田保育園（古江東町） - 広島市立庚午保育園（庚午中） - 広島市立草津保育園（草津東） - 広島市立みゆき保育園（草津南） - 広島市立井口保育園（井口鈴が台） |

私立
| - ひかり保育園（天満町） - 法輪保育園（観音新町） - 若葉保育園（東観音町） - やわらぎ第1保育園（南観音） - やわらぎ第2保育園（南観音） | - さくら保育所（己斐中） - こうご中央保育園（庚午南） - 庚午南保育園（庚午南） - なかよし保育園（中広町） - 広島キリスト教社会館保育所（小河内町） |

### その他
- 中小企業大学校広島校
- 広島県立広島高等技術専門校
- 広島県立技術短期大学校（職業能力開発短期大学校）

## 交通

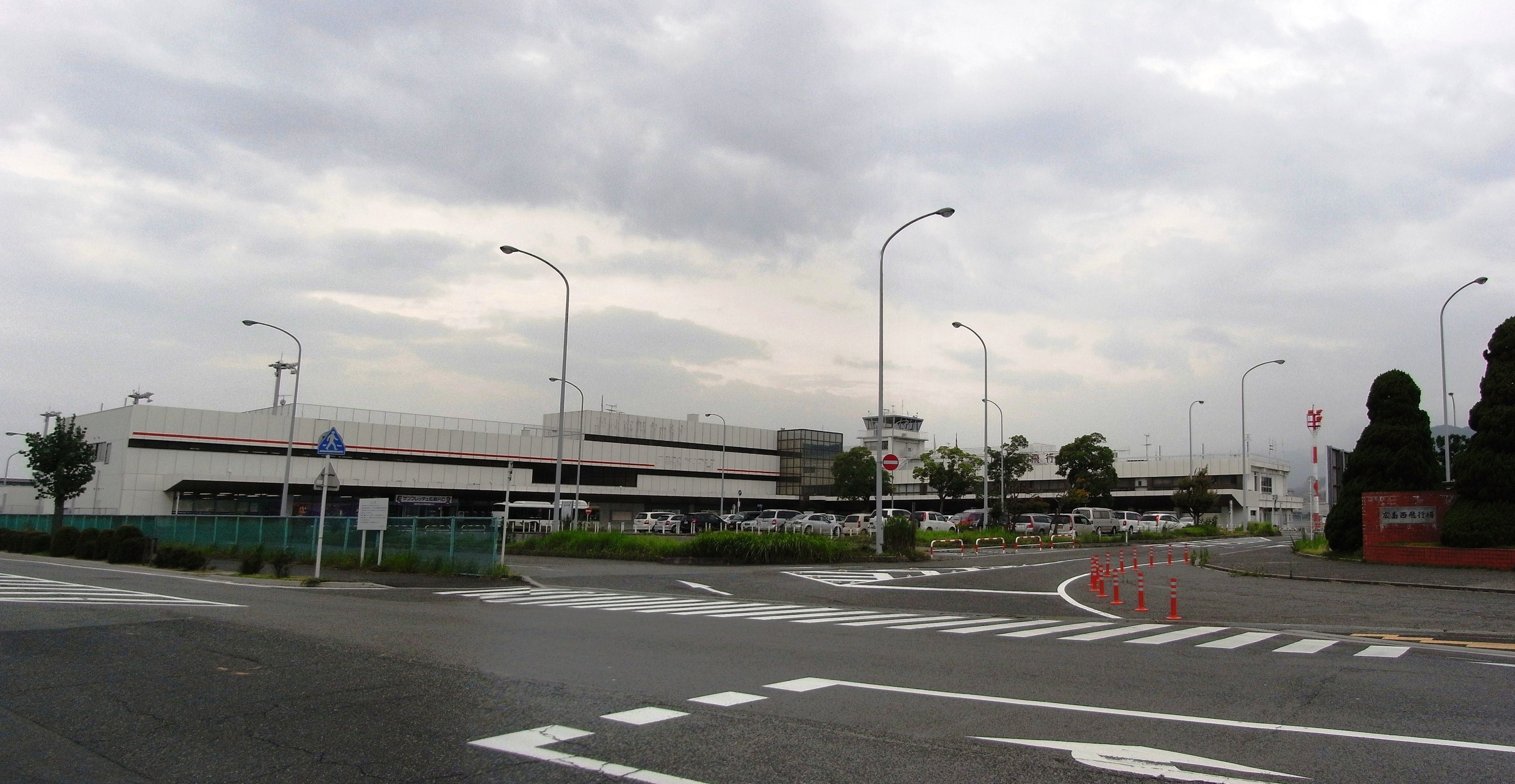
広島ヘリポート

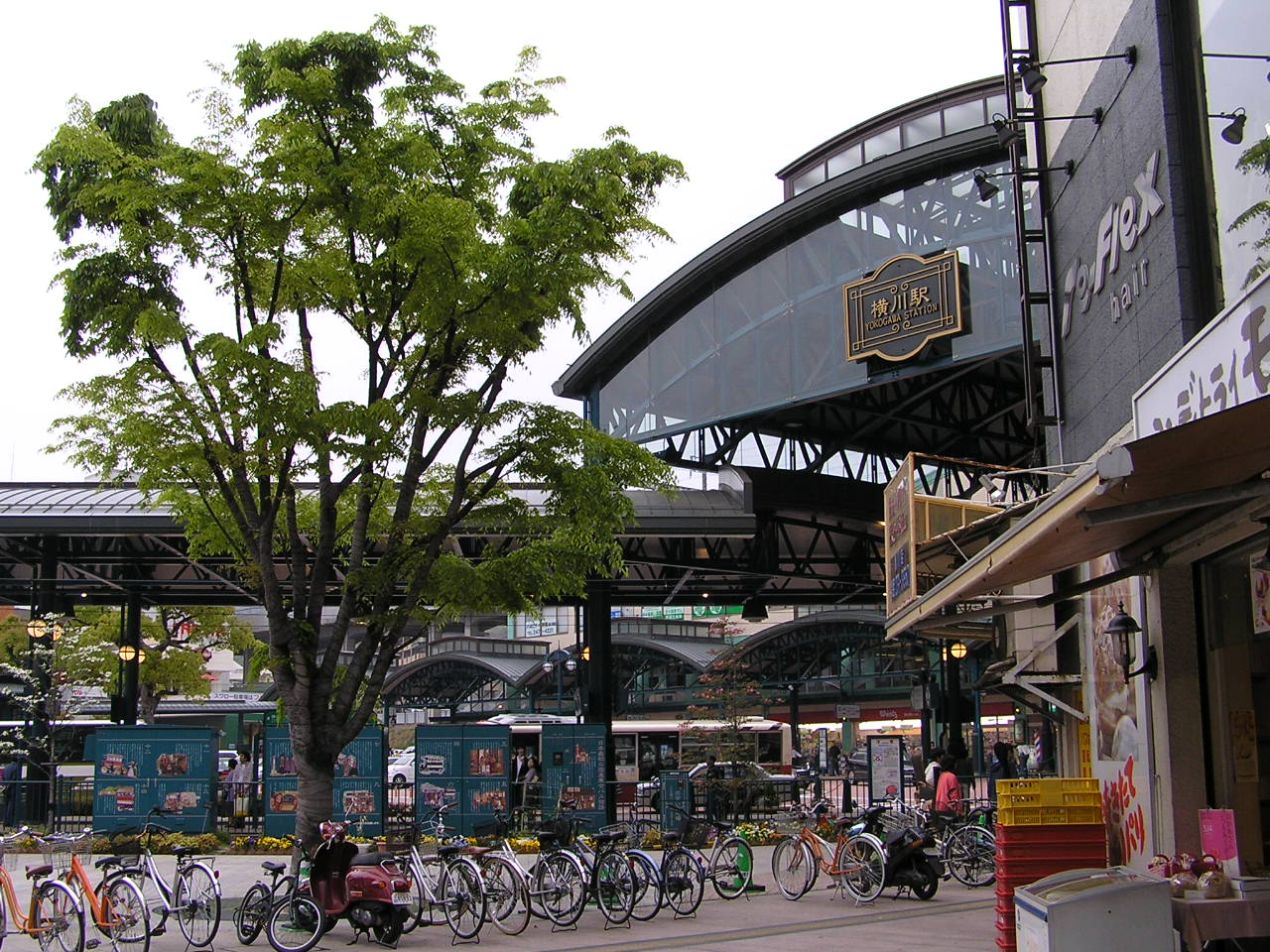
横川駅

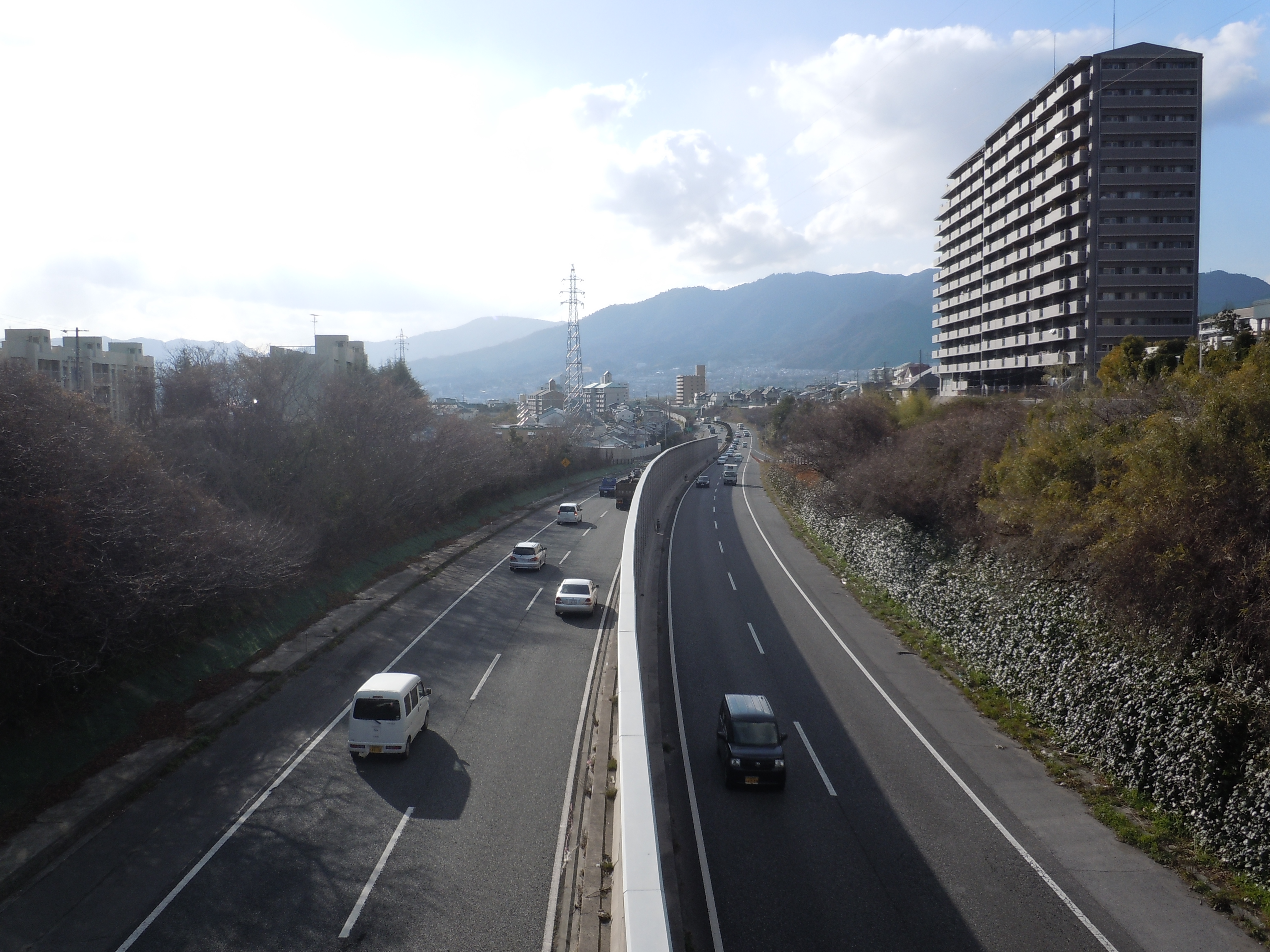
西広島バイパス

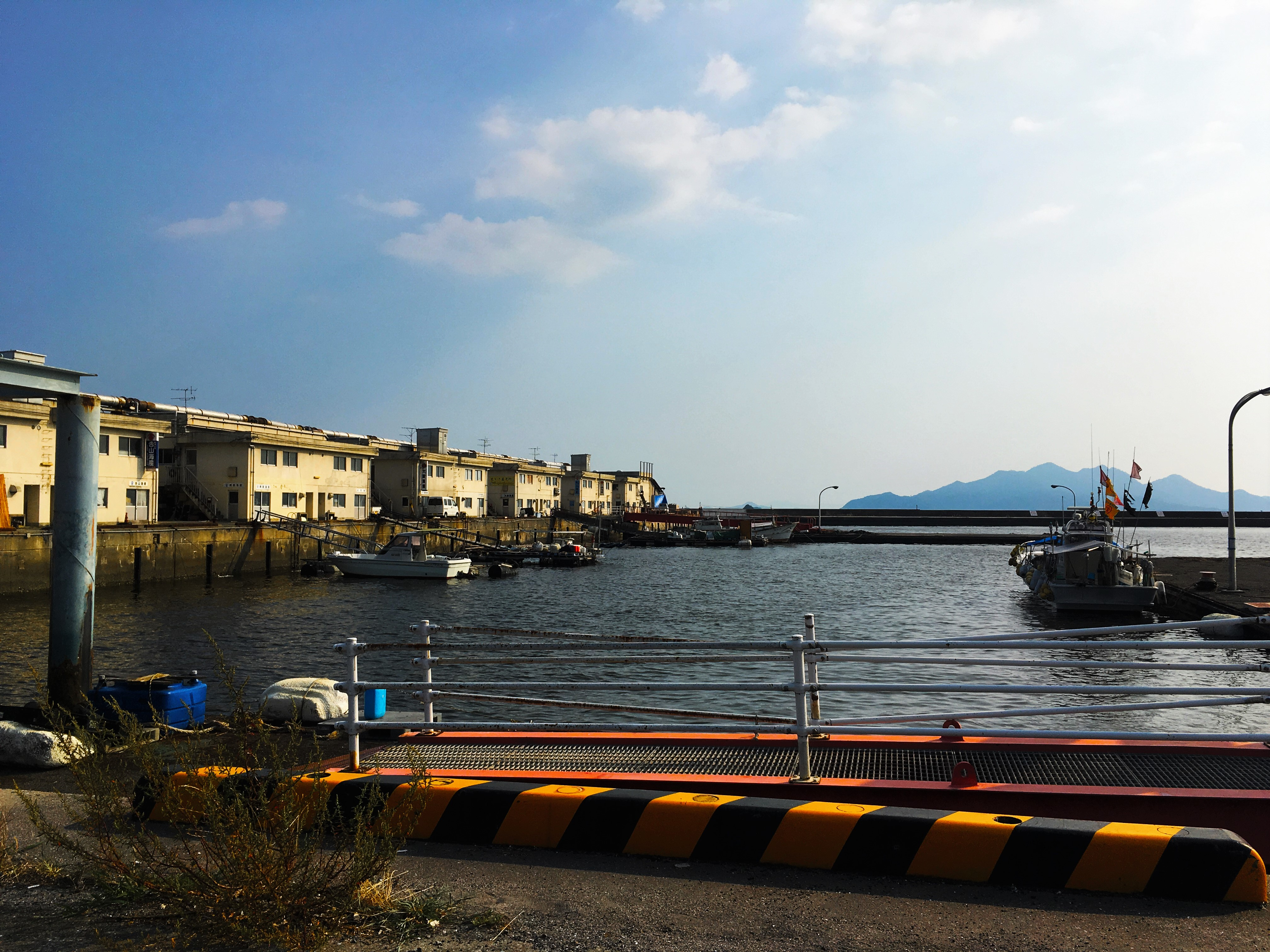
草津港

### 空路

#### 空港
- 広島ヘリポート（旧：広島西飛行場）

### 鉄道
西日本旅客鉄道（JR西日本）
- 山陽本線：（中区）- 横川駅 - 西広島駅 - 新井口駅 - （佐伯区）
- 可部線：横川駅 - 三滝駅 -（安佐南区）

広島電鉄（広電）
- 宮島線：広電西広島（己斐）駅 - 東高須駅 - 高須駅 - 古江駅 - 草津駅 - 草津南駅 - 商工センター入口駅 - 井口駅 - 修大協創中高前駅 - （佐伯区）
- 市内線：広電西広島（己斐）駅 - 福島町停留場 - 西観音町停留場 - 観音町停留場 - 天満町停留場 -（中区）
- 横川線：横川駅 - 横川一丁目停留場 -（中区）

この他、山陽新幹線（西日本旅客鉄道）が、区内を通過している。

### バス

#### 路線バス
- 広電バス
- エイチ・ディー西広島（ボン・バス）
- 石見交通
- 広島交通
- 広島バス

### 道路

#### 高速道路
- 広島高速4号線（広島西風新都線：中広出入口 -（安佐南区）
- 広島高速3号線（広島南道路）：（中区）- 都市高速観音料金所 - 観音出入口 - 商工センター出入口

#### 国道
- 国道2号
  - 西広島バイパス
- 国道183号

#### 県道
- 広島県道71号広島湯来線
- 広島県道84号東海田広島線
- 広島県道262号南観音観音線 （空港通り）
- 広島県道265号伴広島線
- 広島県道277号古市広島線

#### 市道
主な市道
- 広島市道駅前観音線（城北通り・中広通り）
- 広島市道草津沼田線（草津沼田道路）
- 広島市道西部流通環状線

### 航路

#### 港湾
- 草津漁港
- 井口漁港

#### 海の駅
- 広島観音マリーナ

## 観光

### 文化財
広島市の文化財(1)　有形文化財：建造物・広島市の文化財(10)　記念物：史跡・広島市の文化財(11)　記念物：名勝・広島市の文化財(12) 記念物：天然記念物・広島市の文化財(13)　登録文化財より。
- 重要文化財（国指定）
  - 三瀧寺（三滝観音）（「木造阿弥陀如来坐像」が指定）
- 重要文化財（県指定）
  - 三瀧寺（多宝塔が指定）
- 天然記念物（県指定）
  - 新庄の宮の社叢
- 史跡（市指定）
  - 日渉園跡

## 出身関連著名人
- 石川みなみ（日本テレビアナウンサー）
- 糸谷哲郎（将棋棋士）
- 井上因達因碩（囲碁棋士）
- 大木惇夫（詩人・作詞家）
- 沖牙太郎（沖電気創業者）
- 沖田彩華 (NMB48)
- 鬼武健二（元Jリーグチェアマン、ヤンマーディーゼルサッカー部監督）
- 風見しんご（タレント・歌手）己斐出身
- 金光興二（法政大学野球部元監督）
- 木庭教（プロ野球スカウト）
- 倉本昌弘（日本プロゴルフ協会会長）三篠町出身
- 神足裕司（コラムニスト）
- こうの史代（漫画家）
- 河面冬山（漆工芸家）
- 迫田穆成（元広島商業・現如水館高校野球部監督）
- 杉本五郎（陸軍軍人）
- 龍口了信（教育者・政治家）
- 田原敬三（空手家）
- 千葉琴月（音曲師）
- デーモン閣下（悪魔・歌手）生まれは違うが、人間界の故郷は広島であると度々発言
- 寺本進（セパタクロー日本代表選手）
- 土井忠生（国語学者）
- 冨永みーな[1]（声優）
- 中河内雅貴（ダンサー、俳優）
- 那須正幹（児童文学作家）己斐出身
- 西島洋介（元プロボクサー、総合格闘家）
- 野津田岳人（サンフレッチェ広島）
- 早速整爾（政治家）
- 平桝敏男（元大阪タイガース）
- 藤井優（元射撃選手・ライフル射撃ナショナルチーム監督）
- 堀内一史（UNICORN）庚午出身
- 槙野智章（浦和レッドダイヤモンズ）
- 真矢みき（女優）観音出身
- 三原新二郎（京都西・山陽高校野球部元監督）
- 森重真人（FC東京）三篠町出身
- 森元良幸（警察官僚）[2]
- 山縣亮太（陸上競技選手・短距離走）
- 山口和男（元オリックス・バファローズ）
- 山下勇三（グラフィックデザイナー）
- 山中豊子（美容師）草津出身
- 山本一義（元広島カープ）天満町出身
- 山本文男（元プロ野球審判員・セントラル・リーグ審判部長）